# 과두제
과두제(寡頭制, oligarchy)는 자산, 군사력, 정치적 영향력 등을 지닌 소수의 사회 구성원들에게 권력이 집중된 정부의 형태이다. 아테네의 귀족정 시대 말기의 혼란기에서 유래한 용어로 귀족정에 대비해서 부정적 의미로 사용되기도 한다.
과두정은 일반적으로 지배계층 중에서 경제적으로 우월한 자들이 권력을 독점하면서 성립되며, 소수의 권력을 지닌 가문들의 후계자들이 권력을 계승하는 형식으로 유지된다. 귀족정과의 차이점은 이들 가문의 권력이 공개적인 것이 아닐 수 있으며, 이들의 권력은 경제적인 능력을 통해 사회에 긍적적 영향력을 행사하는 방향으로 행해진다. 아리스토텔레스는 과두정을 귀족제가 타락한 형태로 금권정과 거의 동의어로 사용하고 있으나 플라톤은 그의 저서 폴리테이아에서 명확히 구분하고 있으며 철인 정치에서 타락한 형태로 법률이 준수되지 않는 불공정한 체제라고 본다.
일부 이론가들은 겉으로 드러나는 형태가 무엇이든 간에(심지어 민주적 조직이라 해도) 모든 정부 형태는 궁극적으로 과두정일 수밖에 없다고 주장해 왔다. 또한 일부 공산주의 국가에서 보이듯 과두정이 반드시 부유층의 정치를 의미하지는 않는다.
독점자본주의하에서는 소수의 금융자본가가 그 독점적인 자본력에 의해서 국가권력을 장악한다. 이것을 금융과두지배(金融寡頭支配)라고 한다. 이와 같은 과두제적인 경향은 국가뿐만 아니라 관료주의화된 정당·은행·회사 등에서도 나타난다.

## 같이 보기
- 귀족정
- 독재
- 과두제의 철칙
- 도둑정치
- 능력주의
- 군사독재
- 소수주의
- 족벌주의
- 과점
- 금권정치
- 정치 가문
- 다두정
- 무단정치
- 신권 정치